# Leopold Schmidt (musikhistoriker)
Leopold Schmidt, född den 2 augusti 1860 i Berlin, död där den 30 april 1927, var en tysk musikhistoriker.
Schmidt idkade universitets- och musikstudier i Berlin, var 1887-95 teaterkapellmästare i olika städer och blev filosofie doktor 1895, lärare i musikhistoria vid Sternska konservatoriet 1900 och vid Klindworth-Scharwenkas 1912. 
Han författade Zur Geschichte der Märchenoper (1895; 2:a upplagan 1896), biografier över Joseph Haydn (1898; 3:e upplagan 1914) och Mozart (1912), Geschichte der Musik im 19. Jahrhundert (1901), Moderne Musik (1904), Meister der Tonkunst im 19. Jahrhundert (1908; 2:a upplagan 1913) med mera. Som musikkritiker i "Berliner Tageblatt" sedan 1897 förvärvade sig Schmidt en ledande ställning (två samlingar av hans kritiker utgavs 1908-13).